# Walter Pfalzgraf
Walter Pfalzgraf (* 4. Oktober 1883 in Guxhagen bei Kassel; † 12. September 1967) war ein deutscher Förster und höherer Verwaltungsbeamter.

## Leben
Walter Pfalzgraf absolvierte nach dem Besuch der Volksschule von 1898 bis 1901 eine Forstlehre im Langenberg. Nach dem Ende seiner 12-jährigen Dienstzeitverpflichtung beim Magdeburgischen Jäger-Bataillon Nr. 4 und seinem Kriegsdienst im Ersten Weltkrieg wurde ihm Anfang 1919 eine Hilfsförsterstelle auf der Insel Wollin übertragen. Im Jahr 1921 gründete er den Deutschen Försterbund und blieb bis zu dessen Auflösung im April 1933 dessen Vorsitzender. 1924 wurde ihm die Försterei Riesenbrück bei Pasewalk und 1931 die Revierförsterstelle Grünetisch im Regierungsbezirk Frankfurt/Oder übertragen. Nach der Machtübertragung an die Nationalsozialisten wurde Pfalzgraf im April 1933 zunächst beurlaubt und im September desselben Jahres endgültig aus dem Forstdienst entlassen. Von 1933 bis 1945 war er in Berlin als Prokurist in der Akkumulatorenfabrik seines Bruders Karl Pfalzgraf tätig. Nach dem Ende des Zweiten Weltkriegs wurde Pfalzgraf zum ersten Leiter des Zentralen Forstamtes der Sowjetischen Besatzungszone ernannt. Im Oktober 1948 musste er diesen Posten aufgrund des zunehmenden politischen Drucks aufgeben. Ende 1949 wurde Pfalzgraf Leiter des Forstamtes Spandau in Westberlin. Dieses Amt behielt er bis zu seiner Pensionierung im Jahr 1960. Parallel dazu engagierte sich Pfalzgraf in den 1950er Jahren für aus der DDR geflüchtete Förster. Zudem beriet er den Untersuchungsausschuss freiheitlicher Juristen.

## Werke
- Schwierigkeiten bei der Holzfällung, Seebruck am Chiemsee 1953.